# 結城明朝
結城 明朝（ゆうき あきとも）は、戦国時代の武士。

## 略歴
結城政勝の子として誕生。母は昌林慶久（水谷勝吉の娘）。
通称は七郎、三九郎。官職は左衛門尉。
妻は高琳長崇。
天文17年（1548年）3月24日に死去した。死因は疱瘡だったと伝わる。法名は花天幻達禅定門。遺体は乗国寺末寺の慈眼院に埋葬された。
結城氏の家督は、明朝の従弟・晴朝が政勝の養子となって継いだ。
同年7月24日、結城家の家臣・多賀谷政広が、「花天幻達禅定門霊供分」として、大桑郷（結城市小森付近）内で畠二反一貫文の地を乗国寺に寄進している。